# Fontaine-sous-Préaux
Fontaine-sous-Préaux és un municipi francès situat al departament del Sena Marítim i a la regió de Normandia. L'any 2007 tenia 559 habitants.

## Demografia

### Població
El 2007 la població de fet de Fontaine-sous-Préaux era de 559 persones. Hi havia 197 famílies de les quals 36 eren unipersonals (8 homes vivint sols i 28 dones vivint soles), 44 parelles sense fills, 109 parelles amb fills i 8 famílies monoparentals amb fills.
La població ha evolucionat segons el següent gràfic:
Habitants censats

### Habitatges
El 2007 hi havia 192 habitatges, 191 eren l'habitatge principal de la família i 1 era una segona residència. Tots els 192 habitatges eren cases. Dels 191 habitatges principals, 180 estaven ocupats pels seus propietaris, 7 estaven llogats i ocupats pels llogaters i 4 estaven cedits a títol gratuït; 3 tenien una cambra, 4 en tenien dues, 16 en tenien tres, 57 en tenien quatre i 111 en tenien cinc o més. 172 habitatges disposaven pel capbaix d'una plaça de pàrquing. A 60 habitatges hi havia un automòbil i a 120 n'hi havia dos o més.

### Piràmide de població
La piràmide de població per edats i sexe el 2009 era:
| Homes | Edats   | Dones |
| ----- | ------- | ----- |
| 0     | 95 o +  | 0     |
| 0     | 90 a 94 | 0     |
| 0     | 85 a 89 | 0     |
| 0     | 80 a 84 | 4     |
| 0     | 75 a 79 | 8     |
| 4     | 70 a 74 | 4     |
| 4     | 65 a 69 | 0     |
| 12    | 60 a 64 | 12    |
| 8     | 55 a 59 | 8     |
| 20    | 50 a 54 | 24    |
| 20    | 45 a 49 | 16    |
| 32    | 40 a 44 | 28    |
| 16    | 35 a 39 | 20    |
| 12    | 30 a 34 | 12    |
| 12    | 25 a 29 | 16    |
| 8     | 20 a 24 | 4     |
| 32    | 15 a 19 | 24    |
| 36    | 10 a 14 | 24    |
| 12    | 5 a 9   | 4     |
| 4     | 0 a 4   | 16    |

## Economia
El 2007 la població en edat de treballar era de 396 persones, 285 eren actives i 111 eren inactives. De les 285 persones actives 275 estaven ocupades (140 homes i 135 dones) i 10 estaven aturades (4 homes i 6 dones). De les 111 persones inactives 35 estaven jubilades, 64 estaven estudiant i 12 estaven classificades com a «altres inactius».

### Ingressos
El 2009 a Fontaine-sous-Préaux hi havia 187 unitats fiscals que integraven 537 persones, la mediana anual d'ingressos fiscals per persona era de 23.405 €.

### Activitats econòmiques
Dels 9 establiments que hi havia el 2007, 2 eren d'empreses de construcció, 2 d'empreses de comerç i reparació d'automòbils, 3 d'empreses de transport, 1 d'una empresa financera i 1 d'una empresa de serveis.
L'únic servei als particulars que hi havia el 2009 era una empresa de construcció.
L'únic establiment comercial que hi havia el 2009 era una botiga de material esportiu.
L'any 2000 a Fontaine-sous-Préaux hi havia 3 explotacions agrícoles.

## Equipaments sanitaris i escolars
El 2009 hi havia una escola elemental.

## Poblacions més properes
El següent diagrama mostra les poblacions més properes.